# Anderson (rzeka)
Anderson – rzeka w Kanadzie, na obszarze Terytoriów Północno-Zachodnich. Ma 692 km długości.

## Położenie
Wypływa z grupy jezior położonych na północ od Wielkiego Jeziora Niedźwiedziego, płynie w kierunku północnym i zachodnim. Uchodzi do zatoki Liverpool Bay, będącej częścią Morza Beauforta, niedaleko na wschód od delty rzeki Mackenzie.

## Nazwa
Rzeka została nazwana w 1857 roku przez Rodericka M. MacFarlane'a na cześć Jamesa Andersona, faktora Kompanii Zatoki Hudsona, który był wcześniej odpowiedzialny za ten dystrykt. Tradycyjna nazwa rzeki Anderson w języku Inuvialuitów to Kuuk, co oznacza po prostu „rzeka”. Plemiona Dene, które mieszkały na południe od terenów zamieszkiwanych przez Inuvialuitów, nazywały ją Beghulatesse, co być może oznaczało „brak mięsa”; rzeka była również nazywana Inconnu, od nazwy pewnego gatunku ryby.

## Fauna
W okolicach rzeki często można spotkać karibu, woły piżmowe, łosie oraz niedźwiedzie grizli. Stado karibu Bluenose wędruje przez ten obszar w lipcu. Obszar ten w przeszłości przyciągał również traperów ze względu na liczne zwierzęta futerkowe, takie jak lisy, kuny, wilki i rosomaki. Wzdłuż rzeki często spotyka się również ptaki wędrowne, ptactwo wodne oraz ptaki drapieżne. Wiele z tych ptaków zakłada gniazda w delcie u ujścia rzeki, gdzie znajduje się obszar chroniony Anderson River Delta Migratory Bird Sanctuary. Podgatunek bernikli obrożnej, bernikla czarna, gniazduje w zewnętrznych obszarach delty rzeki. Około 2% populacji tego podgatunku, czyli 2 500 ptaków, przebywa tam od końca maja do sierpnia lub września. Innym gatunkiem ptactwa wodnego występującego w delcie rzeki jest łabędź czarnodzioby, który gniazduje tutaj w niewielkich liczbach, jednak znacznie większa grupa (około 1 200 osobników) zatrzymuje się na tym obszarze w celu zdobycia pożywienia i pierzenia podczas lata.

## Znaczenie dla człowieka
Dolne partie rzeki były pierwotnie zamieszkane przez Inuitów, których populacja została zdziesiątkowana przez epidemię szkarlatyny w 1865 roku. W latach 60. XIX wieku Kompania Zatoki Hudsona prowadziła posterunek handlowy u ujścia rzeki, gdzie obecnie znajduje się osada Stanton.